# Lista de membros da Royal Society eleitos em 1955
Esta página lista Membros da Royal Society eleitos em 1955.

## Fellows (FRS)
1. Sir David Bates[2]
2. George Washington Corner[3]
3. Edred John Henry Corner[4]
4. Sir Alan Cottrell[5]
5. Samuel Devons
6. Allan Watt Downie[6]
7. Kingsley Charles Dunham[7]
8. David John Finney
9. Alexander Fleck, 1st Baron Fleck[8]
10. Kenneth James Franklin[9]
11. Sir William Hawthorne
12. Donald Holroyde Hey[10]
13. Sir Harold Percival Himsworth[11]
14. Sir Andrew Huxley
15. Reginald William James[12]
16. Dan Lewis (geneticist)[13]
17. John Wilfrid Linnett[14]
18. Sir Bernard Lovell[15]
19. Otto Lowenstein[16]
20. Raymond Lyttleton[17]
21. Alexander George Ogston[18]
22. Guido Pontecorvo[19]
23. James Arthur Ramsay[20]
24. Frederick Clifford Tompkins[21]
25. Arthur Geoffrey Walker[22]
26. George Philip Wells[23]

## Foreign Members
1. Werner Heisenberg[24]
2. Lise Meitner[25]
3. Otto Renner[26]